# 小鸡快跑
《咪走雞》（英語：Chicken Run）是一部2000年定格动画冒險喜劇電影，由百代、阿德曼动画公司與梦工厂动画公司製作。同時也是阿德曼動畫的第一部長篇電影。該電影由彼得·洛德和尼克·帕克執導，劇本由凱里·柯克帕特里克編寫，並根據洛德和帕克的原創故事改編。配音陣容包括茱莉亚·莎华拉、梅尔·吉布森、托尼·海加斯、米兰达·理查森、蒂莫西·斯波、菲尔·丹尼尔斯、珍妮·霍洛克斯、琳·弗格森、伊美黛·史道頓和本傑明·維特羅。故事背景設定在20世紀50年代的約克郡，一群英國雞群與名叫洛基·羅茲（Rocky Rhodes）的美國公雞解釋，當主人想把牠們變成雞肉餡餅時，牠們將展開逃離農場的計畫。
《咪走雞》在上映後廣受好評，在商業上也取得了成功，票房收入超過2.2億美元，成為歷史上票房最高的定格動畫電影，也是夢工廠動畫公司最成功的電影，直到2001年《史瑞克》將其翻倍。
續集《落跑雞：雞塊新時代》2023年12月15日在Netflix上線。

## 劇情
英國英格兰一对名叫特维迪的夫妇經營一座养鸡场。由于主人贪得无厌，对母鸡们一再壓榨，甚至最後想要將生不了多少蛋的母雞們用機器做成雞肉派，於是鸡群们在勇敢有謀的母鸡金潔，以及一位突然出現，看似會飛翔但實則只是一個馬戲團員的美國公雞洛奇帶領下，逃出特维迪太太的魔掌。

## 配音员
| 配音          | 配音   | 配音   | 角色 |
| 英語          | 國語   | 粵語   | 角色 |
| ------------- | ------ | ------ | --- |
| 茱莉亚·沙瓦哈 | 馮友薇 | 陳安瑩 | 金潔（Ginger），聰穎睿智的母雞，決心拯救養雞場全體雞群免於宰殺的命運                                       |
| 梅尔·吉布森   | 陳旭昇 | 高翰文 | 洛奇（Rocky Rhodes），來自馬戲團的美國公雞，陰錯陽差飛入雞場，在金潔要求下教導雞群飛行技巧                 |
| 米兰达·理查森 | 姜瑰瑾 | 譚淑英 | 崔迪太太（Melisha Tweedy），邪惡的養雞場老闆，為了追求利潤極大化，想將養雞場改造成屠宰雞群做成雞肉派的工廠 |
| 托尼·海加斯   | 孫中台 | 張志偉 | 崔迪先生（Willard Tweedy），崔迪太太的丈夫，懼內的妻管嚴，懷疑雞群試圖謀反                                 |
| 本杰明·维特索 | 李香生 | 黃一飛 | 弗勒（Fowler），雞場的資深老公雞，英國皇家空軍中校，喜愛吹噓自己的軍旅生涯                                 |
| 蒂莫西·斯波   | 楊少文 | 羅偉傑 | 尼克（Nick），負責走私生意的公鼠，常替雞群們偷渡物資                                                       |
| 菲尔·丹尼尔斯 | 林谷珍 | 陳卓智 | 費奇（Fetcher），公鼠，尼克的生意夥伴                                                                      |
| 珍妮·霍洛克斯 | 崔幗夫 | 林鳳韶 | 小寶（Babs），樂天派的胖母雞，金潔的好友，熱衷於打毛線                                                     |
| 伊美黛·史道頓 | 陳美貞 | 馮婉儀 | 邦迪（Bunty），母雞，雞場中的下蛋冠軍                                                                      |
| 琳·弗格森     | 王瑞芹 | 陸惠玲 | 玛柯（Mac），戴眼鏡的蘇格蘭母雞，金潔的得力助手                                                            |
|               |        |        | 艾雲娜（Aiyunna），母雞，由於沒有再蛋生，最終給養雞場老闆屠宰                                              |

## 外部連結
- 官方网站
- 互联网电影数据库（IMDb）上《小鸡快跑》的资料（英文）
- Metacritic上《小鸡快跑》的資料（英文）
- 爛番茄上《小鸡快跑》的資料（英文）
- 豆瓣电影上《小鸡快跑》的資料 （简体中文）
- 大卡通資料庫上《小鸡快跑》的資料（英文）

- Box Office Mojo上《小鸡快跑》的資料（英文）
- AllMovie上《小鸡快跑》的资料（英文）